# Hakan Serbes
Hakan Serbes (Hannover, 25 novembre 1974) è un ex attore pornografico tedesco.

## Biografia
Figlio di immigrati turchi ha esordito nel 1994 nella scuderia "VTO-pictures" di Teresa Orlowski, quindi dal 1995 ha partecipato a numerose realizzazioni hard, tra cui molti film del noto cineasta italiano Joe D'Amato, come The Last Fight con Rocco Siffredi. Il giovane interprete si esibisce qui in energiche prestazioni, degne di nota considerato anche il fatto che ha come partner il celeberrimo Siffredi: i destini professionali dei due attori si incroceranno anche in film successivi, come Rocco invades Poland e Rocco Animal Trainer # 13. Ha lavorato anche negli USA con diversi registi di primo piano.
Ha avuto una breve relazione con la pornostar Selen, conosciuta sul set del film Selvaggia (1997). Dopo una relazione sentimentale con l'attrice pornografica Silvia Saint, interrompe temporaneamente la sua carriera nel 1998 dopo solo cinque anni di attività e decine di pellicole. "Le fatiche erotiche di Ercole", in cui veste i panni del celebre personaggio mitologico, è stato uno dei suoi ultimi impegni cinematografici di quel periodo.
Nel 2000 rientra nel business ed è a Budapest per una intensa stagione lavorativa. Nel 2001 ha vinto un AVN Award per la miglior scena di gruppo nel film "Mission to Uranus". In molti video ha recitato assieme a Nacho Vidal.
Dal 2001 al 2005 ha avuto una relazione con l'attrice brasiliana Luna Rio, con cui ha vissuto nei dintorni di Lucerna, in Svizzera.
Rientrato in Germania ha iniziato una convivenza con una nuova compagna, il che non gli ha impedito di prendere parte fino al 2007 a diverse produzioni hard tedesche.
Dal 2006 ha aperto un proprio sito web.
Nel 2009 ha inaugurato una etichetta indipendente, H.A.G.R.O. con sede ad Hannover, e col nome di Valentino ha prodotto e lanciato un lavoro discografico di genere porno-rap dal titolo "Erotika Vol. 1".

## Pseudonimi
I vari pseudonimi di cui si è servito nel corso della carriera sono Akan / Leonardo Bekaiei / Leonardo / Akan / Akim / Hakan Dan / Leon Gauthier / Leon Gautier / Hakan Goulthier / Hakan Grouther / Hacan / Joel Hakam / Hakan / Buttboy Hakkan / Leonardo Hill / Hakam Joel / Hakan Joel / Leonardo / Bella Martin / Hakan Pitt / Wolfgang Schnetel / Hacan Serbes / Hakam Serbes / Hacan Serbs / Hakan Zigfield

## Riconoscimenti
AVN Awards
- 1997 – Best Group Sex Scene (video) per American Tushy! con Taren Steele, Missy e Alex Sanders[1]
- 2001 –Best Group Sex Scene (video) per Mission to Uranus con McKayla Matthews e Hakan Serbes[2]

XRCO Awards
- 1997 – Best Group Scene per American Tushy! con Taren Steele, Missy e Alex Sanders[3]

## Filmografia
Tra i molti film interpretati ricordiamo:
- Sex-Marathon 17 (1994)
- Oriental dreams (1994)
- Die Gierige Zofe (1994)
- The best of Leon Gaulthier (1995)
- Virility (1995)
- Anthony and Cleopatra (1995)
- Music Lessons (1995)
- The Last Fight (1996)
- Carmen (1996)
- Deep Behind the Scenes with Seymore Butts (1996)
- Flamenco Ecstasy (1996)
- Gypsy Seduction (1996)
- Lovers (1996)
- Messalina (1996)
- Don Salvatore - L'ultimo siciliano (1996)
- American Tushy (1996)
- The Princess, the Bodyguard and the Stripper (1996)
- Private Stories 6: Fiddlers on the Roof (1996)
- Prague by night 1 and 2 (1996)
- Showgirls en Madrid (1997)
- Raw and Naked (Selvaggia) (1997)
- Assgasms (1997) (V)
- Hure des Panthers, Die (1997) (V)
- Labyrinthe (1997)
- The Magnificent 7 Girls
- Dinner Party II: The Buffet (1998)
- America's 10 Most Wanted 3 (1998)
- America's 10 Most Wanted 4 (1998)
- Anima ribelle (1998)
- Avena X-tra Edition 2 (1998)
- L'Empreinte du vice (1998)
- Looker (1998)
- Torero (1999)
- Mission to Uranus (2000)
- Face Dance Obsession (2000)
- Ass Quest 2 and 3 (2000)
- Sex Gags (2000)
- American Tushy 2 (2001)
- Rocco: Animal Trainer 13 (2003)
- Anal Princess (2003)
- Only the Best of Seymore Butts 4 (2004)
- Le fatiche erotiche di Ercole (2005)
- Scharfer sex mit geilen puppen (2006)
- Sara Young (2007)
- 33 cm! Das Monster im Arsch (2009)